# Natthapong Yangjaroen
Natthapong Yangjaroen ist ein thailändischer Fußballspieler.

## Karriere
Natthapong Yangjaroen stand bis Ende 2015 bei Air Force Central unter Vertrag. Wo er vorher gespielt hat, ist unbekannt. Der Verein aus der thailändischen Hauptstadt Bangkok spielte 2014 in der ersten Liga, der Thai Premier League. In der Rückserie 2014 absolvierte er für die Air Force drei Erstligaspiele. Ende 2014 musste er mit dem Verein den Weg in die Zweitklassigkeit antreten. Für die Air Force spielte er noch ein Jahr in der Thai Premier League Division 1. Seit Anfang 2016 ist er vertrags- und vereinslos.